# Angelika Milster
Angelika Milster (* 9. Dezember 1951 in Neustrelitz,  DDR) ist eine deutsche Sängerin, Musicaldarstellerin, Schauspielerin und Synchronsprecherin. Bekannt wurde sie vor allem in der Rolle der Grizabella in Andrew Lloyd Webbers Musical Cats.

## Leben
Angelika Milster wuchs in Hamburg auf und besuchte in Hamburg-Horn die Pachthofschule, wo sie auch im dortigen Chor Treppensänger mitwirkte. Im Anschluss besuchte sie von 1968 bis 1971 in Hamburg die Schauspielschule von Margot Höpfner, wo Milster Gesang, Schauspiel, Tanz und Pantomime studierte.
Milster hat aus erster Ehe einen Sohn. Seit 1987 ist sie in zweiter Ehe mit dem Schweizer Dirigenten, Komponisten und Musikproduzenten André Bauer verheiratet und wohnte mit ihm bis Ende 2006 in Berlin. Seitdem lebt das Paar in Brunnen in der Schweiz.

## Karriere

### Theater und Musical
Nach ihrem Studium erhielt Angelika Milster am Hamburger Thalia Theater eine Rolle in Godspell. Später trat sie am Düsseldorfer Kom(m)ödchen bei Kay und Lore Lorentz auf. 1983 erhielt Milster die Rolle der Grizabella bei der deutschsprachigen Erstaufführung des Webber-Musicals Cats am Theater an der Wien, womit sie Berühmtheit erlangte. Diese Rolle verkörperte sie bis 1987. Die Langspielplatte zur Erstaufführung erreichte Goldstatus und der Titel Erinnerung brachte ihr eine Goldene Europa ein. Milster war zum Star des deutschsprachigen Musicals avanciert. Daraufhin war sie in mehreren Fernsehsendungen zu sehen und zu hören und bekam 1985 ihre erste eigene Fernsehsendung (Mein Musicalhaus).
Für die Europatournee seines Liederzyklus Song and Dance wurde Milster 1988 von Andrew Lloyd Webber für die Rolle der Emma ausgewählt. Dann folgten Auftritte in Berlin, Paris und Washington sowie mit der Kurt-Weill-Revue am Berliner Theater des Westens. An diesem Theater spielte sie auch in den folgenden Jahren verschiedene Rollen (unter anderem Bombenstimmung 1992, Mein Name ist Marlene 1992, Blue Jeans 1994, Hello Dolly 1995, Gypsy 1996 und Let’s Pop 1997). 1994 übernahm sie in Lysistrata von Aristophanes ihre erste klassische Theaterrolle.
Im Mai 2009 widmete sich Milster mit dem Soloprogramm Ich bin wie ich bin erneut dem Musical. Seit 2009 steht das Songdrama Ewig Jung immer wieder für eine begrenzte Zeit auf dem Spielplan des Renaissance-Theaters in Berlin. Angelika Milster spielt seitdem die Rolle der Schwester Angelika. Die Produktion wurde 2010 mit dem Publikumspreis des Berliner Theaterclubs, dem Goldenen Vorhang ausgezeichnet.
Seit Herbst 2016 ist Milster in der Titelrolle der Musical-Uraufführung Doris Day – Day by Day am Schlossparktheater in Berlin zu sehen. Im Januar 2017 folgte dann die Premiere von Wunschkinder am Berliner Renaissance-Theater.
Im Sommer 2017 startete Milster ihr neues Solo-Konzertprogramm „Milster singt Musical“ mit vier Preview-Konzerten in Österreich und weiteren Einzelkonzerten dieses Programms. Parallel dazu ging sie mit Doris Day – Day by Day bundesweit auf Tournee. Sie übernahm ab 24. September 2017 die Hauptrolle der „Norma Desmond“ in Andrew Lloyd Webbers Musical „Sunset Boulevard“ an der Thüringischen Philharmonie in Altenburg und Gera. Im Sommer 2018 spielte sie mehrere Rollen in einer Neuinszenierung der Operette „Im weißen Rössl“ im Renaissance-Theater Berlin. In der Spielzeit 2018/19 spielte Milster die Partie der Tangolita in Ball im Savoy am Theater Lübeck.

### Film und Fernsehen
1975 gab Angelika Milster unter der Regie von Wolf Gremm in dessen Filmkomödie Meine Sorgen möcht’ ich haben neben Otto Sander ihr Filmdebüt. Dafür erhielt sie den Ernst-Lubitsch-Preis. 1978 war sie als Fräulein Molden in der Folge Zürcher Früchte der ARD-Krimireihe Tatort, die die dritthöchste Zuschauerzahl aller bisher ausgestrahlten Tatortfolgen erzielen konnte, zu sehen. 1982 spielte sie an der Seite von Susanne Lothar und Hannelore Hoger in Tankred Dorsts Eisenhans. 1994 stand sie in der Rolle der Lisa gemeinsam mit Iris Berben und Ulrich Mühe in der Verfilmung von Uwe Timms Kinderbuch Rennschwein Rudi Rüssel vor der Kamera. Daneben wirkte sie in Filmen wie Der König von Dulsberg (1994, mit Götz George), Club Las Piranjas (1995, mit Hape Kerkeling) und Fickende Fische (2002, mit Sophie Rogall).
Von 1990 bis 2004 gehörte sie in der Rolle der Barbara Hanusch zur Stammbesetzung der ZDF-Familienserie Der Landarzt. Darüber hinaus übernahm sie in zahlreichen Fernsehserien Gastrollen, darunter in Adelheid und ihre Mörder, Evelyn Hamanns Geschichten aus dem Leben, Der letzte Zeuge, Edel & Starck und Das Traumschiff. In der RTL-Comedyserie Angie verkörperte sie von 2006 bis 2007 die Mutter der von Mirja Boes dargestellten Titelfigur. 2021 war sie für mehrere Folgen in der RTL-Dailysoap Unter uns als Steuerbetrügerin Hilde Müller zu sehen. Im selben Jahr spielte sie das Ei im Musical Der Eierwurf von Halle des ZDF Magazin Royale von Jan Böhmermann.
In der 2022 gedrehten Serienfortsetzung der deutschen Fernsehkomödie Club Las Piranjas spielt sie wieder die Rolle der Biggi.

### Schlager und Chanson
Ab 1994 nahm Angelika Milster einige CDs mit Popschlagern auf. Für das erste Album Ich liebe Dich erhielt sie 1996 den Deutschen Schallplattenpreis ECHO. Eine weitere ECHO-Nominierung folgte im Jahr 2000. Zudem trat Angelika Milster in Musiksendungen des Fernsehens wie ZDF-Hitparade, Melodien für Millionen, Die goldene Eins, ZDF Sonntagskonzert und ZDF-Fernsehgarten auf.
Ab 1998 gab sie anlässlich einer großen Deutschlandtournee mehrere Livekonzerte. 2000 trat sie zweimal in der Berliner Philharmonie auf und gab ihr breites Repertoire zum Besten. Aber auch auf kleineren Bühnen gastierte sie mit Brecht-Songs und Chansons.
Für eine Reihe von Kirchenkonzerten erarbeitete sich Milster Anfang 2002 ein neues Repertoire von klassischen und geistlichen Liedern. Seitdem tritt sie regelmäßig mit unterschiedlichen Konzertprogrammen auch außerhalb der Weihnachtszeit in Kirchen auf. Sie wird dabei in der Regel von ihrem Organisten Professor Jürgen Grimm an der örtlichen Orgel begleitet.
Noch im selben Jahr präsentierte sich Milster auf der Crossover-CD Milster. Sie interpretierte Lieder aus Film und Musical, sang Pop und Schlager und lieh in der deutsch synchronisierten Fassung des Hollywood-Films Shrek 2 der Guten Fee ihre Stimme. Bei den Antikenfestspielen in Trier übernahm sie die Titelpartie in Lysistrata und beleuchtete im Programm Ansichtssache zusammen mit dem Schauspieler Max Krückl im Theater der Wühlmäuse in Berlin die Missstände der heutigen Gesellschaft.
In den folgenden Jahren weitete sie ihre Kirchenkonzert-Tourneen aus und ist seitdem in über 500 Kirchenkonzerten aufgetreten. Nach ihrer Weihnachts-CD Von ganzem Herzen und ihrem weiteren Crossover-Album Mit den Augen der Liebe trat sie 2006 mit der Tournee Das Überraschungsfest der Volksmusik in mehr als 50 deutschen Städten auf.
Im Frühjahr 2008 nahm Milster mit Ich sage ja eine CD mit schlagerorientierten Titeln auf. Bei der Silvestergala 2006 trat sie als Livekünstlerin mit dem Rundfunkorchester des WDR und mit der SWR Big Band beim Neujahrskonzert 2008 auf. Im August 2008 hatte sie in Dresden zusammen mit Montserrat Caballé, Milva und dem Filmorchester Babelsberg ein Galakonzert unter dem Titel Diva Maxima.
2013 erschien eine neue CD unter dem Titel Du hast mir Glück gebracht. Es handelte sich um eigens für sie komponierte und getextete Lieder.

## Diskografie

### Studioalben
- 1985: Ich bin wie ich bin
- 1995: Ich liebe Dich
- 1997: Sehnsucht
- 1998: Die größten Hits der Filmgeschichte
- 1999: Umarmungen
- 2002: Milster
- 2004: Milster (Tour Edition)
- 2005: Von ganzem Herzen
- 2006: Mit den Augen der Liebe
- 2008: Ich sage Ja
- 2013: Du hast mir Glück gebracht
- 2019: Musical

### Kompilationen
- 1993: Meisterstücke
- 1994: Star Gala – Ich bin wie ich bin
- 1999: Du bist mein Leben
- 2000: Nur das Beste
- 2001: Komm lass uns träumen
- 2002: Gold – Ihre größten Hits
- 2006: Best Of
- 2007: Goldstücke
- 2008: Das Allerbeste
- 2016: Du hast mir Glück gebracht – Das Beste zum Jubiläum
- 2017: Lieder einer Diva

### Singles
- 1975: Oh Rudolf
- 1982: Ohne Maske
- 1983: Erinnerung (Memory) aus Cats
- 1984: Er allein
- 1987: Einfach so
- 1987: Ein rätselhaftes Lied
- 1988: Mein großer Tag
- 1994: Ich liebe Dich
- 1994: Und wenn die Sonne wieder scheint
- 1995: Hast Du Liebe gesagt?
- 1995: Immer wenn wir zwei uns lieben
- 1995: Weil ich Dich liebe
- 1996: Meine Moskauer Nächte
- 1996: Du bist mein Leben
- 1997: Heute will ich Liebe
- 1997: Peter
- 1997: Und dann stehe ich wieder im Regen
- 1997: Wenn aus Liebe Sehnsucht wird
- 1997: Zeit zu geh’n
- 1997: Bei Dir
- 1998: Adieu Papa
- 1998: Nimm mich in die Arme, Johnny
- 1999: Du bist wie der Wind
- 1999: Bring ein bisschen Liebe in mein Leben
- 2008: Ich sage Ja
- 2008: Wer, wenn nicht wir
- 2013: Zeit
- 2013: Ich bin da
- 2013: Du hast mir Glück gebracht

## Bühne – Theater – Musical (Auswahl)
- 1983: Cats (Musical – Deutschsprachige Uraufführung am Theater an der Wien)
- 1988: Song and Dance (Liederzyklus – Europatournee)
- 1988: Kurt-Weill-Revue (Tournee des Theater des Westens, Berlin)
- 1992: Ufa-Revue (Theater des Westens, Berlin)
- 1994: Blue-Jeans (Theater des Westens, Berlin)
- 1995: Hello Dolly (Theater des Westens, Berlin)
- 1996: Gypsy (Theater des Westens, Berlin)
- 2001: Mozart! (Theater Neue Flora, Hamburg)
- 2009: Ich bin wie ich bin (Solo-Musical-Programm)
- seit 2009: Ewig Jung (Renaissance-Theater, Berlin)
- 2016: Doris Day – Day by Day (Schlosspark Theater, Berlin)
- 2017: Wunschkinder (Renaissance-Theater, Berlin)
- seit 2017: Sunset Boulevard (Theater und Philharmonie Thüringen, Altenburg und Gera)
- seit 2018: Im weißen Rössl (Renaissance-Theater, Berlin)
- seit 2018: Doris Day – Day by Day (Musicaltournee)
- seit 2018: Milster singt Musical (Solotournee)
- seit 2018: Ball im Savoy (Theater Lübeck)
- 2020: Wechselspiel der Liebe (Komödie im Bayerischen Hof, München)
- 2025: Walpurga - Das Musical (Harzer Bergtheater Thale, Thale)

## Filmografie

### Kino
- 1975: Meine Sorgen möcht’ ich haben
- 1976: Vera Romeyke ist nicht tragbar
- 1978: Spiel der Verlierer
- 1983: Eisenhans
- 1995: Rennschwein Rudi Rüssel
- 2002: Fickende Fische

### Fernsehen
- 1972: Wir 13 sind 17 (Fernsehserie, Folge: Lutz Lindow)
- 1978: Tatort: Zürcher Früchte
- 1980: Drei Damen vom Grill (Fernsehserie, Folge: Die Verschwörung)
- 1990–2004: Der Landarzt (Fernsehserie, 50 Folgen)
- 1991–1992: Ein Heim für Tiere (Fernsehserie, 6 Folgen)
- 1992: Mutter und Söhne
- 1993–1994: Der kleine Vampir – Neue Abenteuer
- 1995: Club Las Piranjas,  Fernsehfilm
- 1995, 1997: Für alle Fälle Stefanie (Fernsehserie, 2 Folgen)
- 1996: Alles wegen Robert De Niro
- 1997: Liebling Kreuzberg (Fernsehserie, Folge 5x01: Lieblings neues Glück)
- 1998–1999: Mama ist unmöglich (Fernsehserie, 13 Folgen)
- 2000: Adelheid und ihre Mörder – Urlaub vom Tod
- 2000: Zum Glück verrückt – eine unschlagbare Familie
- 2002: Das Traumschiff – Thailand
- 2003: Edel & Starck (Fernsehserie, Folge Muffel und Männer)
- 2003: Die Pfefferkörner (Fernsehserie, Folge Diamantenfieber)
- 2005: Balko (Fernsehserie, Folge: A40)
- 2006–2007: Angie (Fernsehserie, 19 Folgen)
- 2011: Der letzte Bulle (Fernsehserie, Folge: Die verpasste Chance)
- 2015: SOKO Köln (Fernsehserie, Folge: Zombie mit Sahne)
- 2021: Unter uns (Seifenoper, 3 Folgen)
- 2023: Club Las Piranjas (Fernsehserie, 2 Folgen)
- 2023: Hotel Mondial (Fernsehserie, Folge Zurück auf Los)
- 2023: Hotel Mondial (Fernsehserie, Folge: Zurück auf Los)

### Synchronrollen
- 1997: Anastasia als Sophie für Bernadette Peters
- 2004: Shrek 2 – Der tollkühne Held kehrt zurück als Die gute Fee für Jennifer Saunders

## Auszeichnungen
| Jahr | Auszeichnung | Quelle      |
| ---- | --- | ----------- |
| 1975 | Ernst-Lubitsch-Preis für Meine Sorgen möcht’ ich haben                                                                |             |
| 1984 | Goldene Stimmgabel | [ 9 ] [ 3 ] |
| 1985 | Goldene Schallplatte für Mein Musicalhaus                                                                             | [ 9 ] [ 3 ] |
| 1994 | Goldene Stimmgabel | [ 9 ] [ 3 ] |
| 1996 | ECHO Pop | [ 9 ] [ 3 ] |
| 1997 | Bundesverdienstkreuz am Bande                                                                                         | [ 9 ] [ 3 ] |
| 1998 | IMAGE – International Musical Award Germany, für Gipsy (Theater des Westens, Berlin)                                  |             |
| 2007 | Berliner Bär (B.Z.-Kulturpreis)                                                                                       |             |
| 2010 | Goldener Vorhang (Publikumspreis des Berliner Theaterclubs) für das Songdrama Ewig jung (Renaissance-Theater, Berlin) |             |
| 2016 | smago! Award |             |